# Instituto Naval dos Estados Unidos
O Instituto Naval dos Estados Unidos (em inglês:  United States Naval Institute, USNI) é uma associação militar privada sem fins lucrativos que oferece fóruns independentes e apartidários para debate de questões de segurança nacional. Além de publicar revistas e livros, o Instituto Naval realiza diversas conferências anuais. O Instituto Naval está sediado em Annapolis, no estado de Maryland.
Fundado em 1873, o Instituto Naval reivindicou "quase 50.000 membros" em 2020, principalmente pessoal ativo e aposentado da Marinha dos Estados Unidos, Corpo de Fuzileiros Navais e Guarda Costeira. A organização também tem membros em mais de 90 países.
A organização não tem vínculos oficiais ou de financiamento com a Academia Naval dos Estados Unidos ou com a Marinha dos EUA, embora seja baseada nos fundamentos da Academia Naval através de permissão concedida por uma Lei do Congresso de 1936.

## História
O Instituto Naval dos EUA foi formado em 9 de outubro de 1873 por quinze oficiais da Marinha reunidos no prédio do Departamento de Física e Química da Academia Naval dos EUA em Anápolis para discutir, entre outros tópicos, as implicações de uma Marinha menor pós-Guerra Civil. O contra-almirante John L. Worden, ex-comandante do USS Monitor, serviu como primeiro presidente.
Em 1874, o Instituto Naval passou a aceitar trabalhos e a publicar os anais de suas discussões, que foram distribuídos aos associados da organização. Em 1898, foi criada a Naval Institute Press ("Imprensa do Instituto Naval") para publicar guias navais básicos. O mais popular deles, The Bluejacket's Manual, está em sua 25ª edição e ainda é emitido para todos os alistados da Marinha dos EUA. A imprensa acabou se expandindo para publicar mais títulos de interesse geral sobre história, biografia e assuntos atuais.
Em 1992, a Naval Institute Foundation, Inc. foi criada para estabilizar o financiamento da organização.
Em 1999, o Instituto Naval transferiu a sua antiga sede, Preble Hall, para a Academia Naval, e renovou um hospital abandonado da Marinha para servir como sua nova sede. O novo edifício foi nomeado Beach Hall, em homenagem ao Capitão Edward L. Beach Jr., autor e ganhador da Cruz da Marinha; e seu pai, o capitão Edward L. Beach Sr., que serviu como secretário-tesoureiro do instituto.
Em 30 de setembro de 2021, o Instituto Naval dos EUA inaugurou um centro de conferências com um auditório com 406 lugares, espaços de recepção, um terraço interno/externo na cobertura, cinco salas de reuniões e um estúdio de transmissão. Seu nome é uma homenagem a Jack C. Taylor, um piloto de caça condecorado da Marinha dos EUA na Segunda Guerra Mundial que fundou a Enterprise Rent-A-Car.

## Publicações e produtos

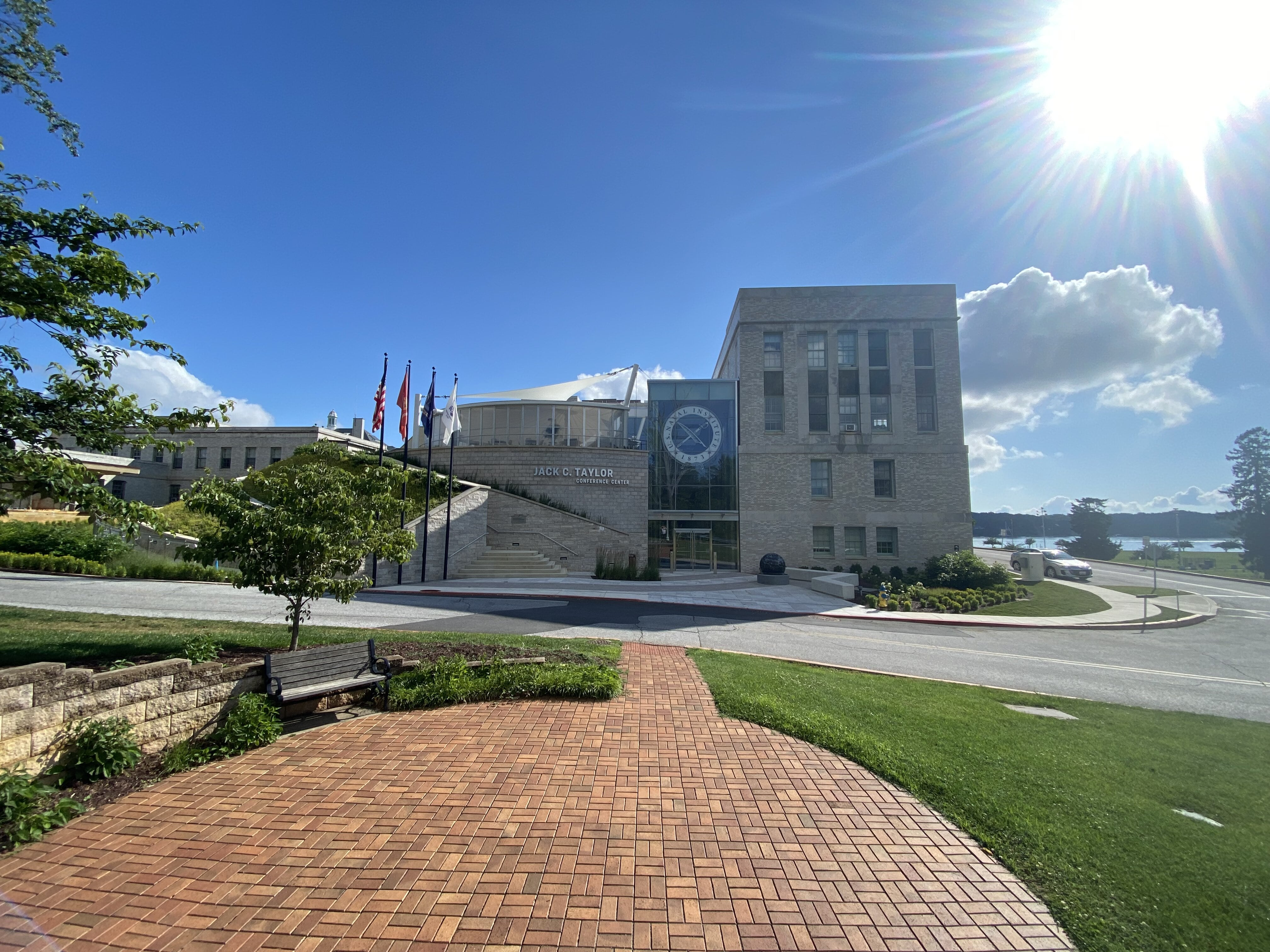
O Centro de Conferências Jack C. Taylor no Instituto Naval dos EUA em Annapolis, Maryland.

### Proceedings
Proceedings é a revista mensal do Instituto Naval. Publicada desde 1874, e é uma das revistas mais antigas publicadas continuamente nos Estados Unidos. As edições incluem artigos de profissionais militares e especialistas civis, ensaios históricos, resenhas de livros, fotografias coloridas e comentários de leitores. Aproximadamente um terço é escrito por pessoal da ativa e da reserva, um terço por militares aposentados e um terço por civis. A Proceedings também traz frequentemente artigos de secretários de defesa, secretários da Marinha, presidentes do Estado-Maior Conjunto e altos líderes da Marinha, Corpo de Fuzileiros Navais e Guarda Costeira. A revista publicou artigos controversos sobre questões contenciosos; além disso, sabe-se que oficiais militares bloqueiam a submissão de certos artigos à revista. Por exemplo, em 1962, o Departamento de Defesa impediu um tenente-coronel do Corpo de Fuzileiros Navais de submeter um artigo ao Proceedings sobre uma proposta de 1949 para fundir as unidades de aviação dos Fuzileiros Navais na Força Aérea.

### Naval History
Naval History é a revista bimestral do Instituto Naval. Publicada pela primeira vez em 1987, os seus artigos detalham o papel do poder marítimo na história dos EUA. Os colaboradores da revista incluíram os historiadores David McCullough e James M. McPherson; ex-marinheiros, fuzileiros navais e guardas costeiros como Ernest Borgnine, Gene Hackman e Douglas Fairbanks Jr.; e jornalistas, incluindo Walter Cronkite e Tom Brokaw.

### Naval Institute Press
A Naval Institute Press ("Imprensa do Instituto Naval") foi fundada em 1898 e publica cerca de 80 livros por ano. Seu catálogo semestral inclui obras sobre história, biografia, educação militar profissional e obras ocasionais de ficção popular, como o primeiro romance de Tom Clancy, The Hunt for Red October e Flight of the Intruder, de Stephen Coonts. Seus títulos profissionais incluem The Bluejacket's Manual, Naval Shiphandling, The Naval Officer's Guide, The Marine Officer's Guide e The Coast Guardsman's Manual. O Guia do Instituto Naval para Frotas de Combate do Mundo e o Guia do Instituto Naval para Navios e Aeronaves da Frota dos EUA são livros de referência populares entre os militares, a mídia e os entusiastas marítimos.

### USNI News
O USNI News é o serviço de notícias do Instituto Naval. Fundado em 2012, o USNI News opera de segunda a sexta-feira e concentra-se principalmente em tópicos relacionados à defesa. O USNI News cobriu fortemente o escândalo Fat Leonard à medida que ele se desenvolvia.

### Americans at War
Em 2007, a USNI produziu Americans At War ("Americanos em guerra"), uma série de entrevistas em vídeo com veteranos de combate dos EUA em conflitos que datam da Primeira Guerra Mundial. O ex-presidente George H. W. Bush, os senadores Bob Dole, Daniel Inouye, Bob Kerrey e outros descreveram como o combate mudou suas vidas. A série foi transmitida pelas estações de televisão PBS em todo o país.

## Arquivos

### Fotografias
O Instituto Naval dos EUA possui mais de 450 mil imagens de pessoas, navios e aeronaves de todos os ramos das forças armadas. As fotografias datam da Guerra Civil Americana até o presente.

### Histórias orais
O programa de história oral do Instituto Naval dos EUA preserva as reminiscências de inúmeras figuras militares americanas, incluindo o general Jimmy Doolittle da USAAF, os almirantes Arleigh Burke e Chester W. Nimitz. O Instituto Naval registra uma série de entrevistas abordando a história de vida de cada participante. As entrevistas são então transcritas, anotadas, indexadas e encadernadas. Desde o início do programa em 1969, mais de 230 volumes encadernados foram concluídos e entrevistas foram gravadas para produzir dezenas de outros.

## Membros notáveis
- Clarence Wade McClusky, Jr, contra-almirante da Marinha dos EUA
- Thomas Edison, inventor e empresário[8]
- William Halsey Jr., almirante da frota da Marinha dos EUA
- John Lehman, ex-secretário da Marinha
- John A. Lejeune, tenente-general do Corpo de Fuzileiros Navais dos Estados Unidos
- Alfred Thayer Mahan, oficial naval, geoestrategista e historiador
- Chester W. Nimitz, almirante da frota da Marinha dos EUA[9]
- Colin Powell, estadista e general aposentado do Exército dos EUA
- Theodore Roosevelt, 26º presidente dos EUA[10]
- Tom Clancy, autor